# Lego Masters
A Lego Masters (stilizálva LEGO Masters) 2023. november 18-án bemutatott magyar televíziós vetélkedő, a Banijay Rights média franchise magyar változata. A versenyző párosoknak hétről hétre teljesíteniük kell új kihívásokat, ahol lehetőségük van megmutatni képességeiket, az építményeket egy szakértő zsűri bírálja el.

## Története
2023. április 25-én Kolosi Péter, az RTL Magyarország tartalomért felelős vezérigazgató-helyettese bejelentette, hogy érkezik a Lego Masters magyarországi változata. Nemsokkal később bejelentették, hogy Puskás-Dallos Péter lesz a műsorvezetője. A műsor indulási időpontját 2023. október 30-án leplezték le. 2025. április 17-én az RTL bejelentette, hogy egy év után visszatér a műsor, egyúttal elindult a jelentkezés is.

## A műsor menete
A műsorban nyolc páros küzd meg egymással. A versenyzők hétről hétre új kihívásokat kapnak: lehetőségük nyílik megmutatni fantáziadús terveiket és technikai képességeiket, amelyeket a LEGO® Masters építőmestere, a versenyzők alkotásainak szakmai zsűrije, Dóczy Balázs hivatásos LEGO építő bírál el. A játékosok nemcsak a látványos és ezzel együtt bonyolult kihívásokkal, az idővel, hanem egymással is küzdenek. Az epizódok végén egy-egy csapat elköszön a műsortól, a fináléban pedig kiderül: melyik párosé lesz a LEGO Masters cím és a győztesnek járó 10 millió forintos fődíj.

## Évadok
| Évad | Évad | Adások száma | Párosok | Sugárzás           | Sugárzás           | Győztesek         | Második helyezettek | Harmadik helyezettek | Műsorvezető         | Zsűri        | Eredeti adó |
| Évad | Évad | Adások száma | Párosok | Évadbemutató       | Évadzáró           | Győztesek         | Második helyezettek | Harmadik helyezettek | Műsorvezető         | Zsűri        | Eredeti adó |
| ---- | ---- | ------------ | ------- | ------------------ | ------------------ | ----------------- | ------------------- | -------------------- | ------------------- | ------------ | ----------- |
|      | 1.   | 6            | 8       | 2023. november 18. | 2023. december 23. | Ferenc és Kristóf | Erzsébet és Péter   | Eszter és Balázs     | Puskás-Dallos Péter | Dóczy Balázs |             |
|      | 2.   |              |         | 2025. ősz          |                    |                   |                     |                      | Miller Dávid        | Dóczy Balázs |             |

## Szereplők
| Hely. | Évadok            | Évadok         |
| Hely. | Első (2023)       | Második (2025) |
| ----- | ----------------- | -------------- |
| 1.    | Ferenc és Kristóf |                |
| 2.    | Erzsébet és Péter |                |
| 3.    | Eszter és Balázs  |                |
| 4.    | Martina és Donát  |                |
| 5.    | Csaba és Bence    |                |
| 6.    | András és Benedek |                |
| 7.    | Illés és Kornél   |                |
| 8.    | Bia és Gabi       |                |

## Nézettség
Az évad legmagasabb nézettsége.
     Az évad legalacsonyabb nézettsége.
| Adás    | Sugárzás           | Idősáv        | Teljes lakosság (4+) | Teljes lakosság (4+) | Teljes lakosság (4+) | Célközönség (18-59) | Célközönség (18-59) | Célközönség (18-59) | Forrás |
| Adás    | Sugárzás           | Idősáv        | AMR                  | SHR%                 | Heti helyezés        | AMR                 | SHR%                | Heti helyezés       | Forrás |
| ------- | ------------------ | ------------- | -------------------- | -------------------- | -------------------- | ------------------- | ------------------- | ------------------- | ------ |
| 1. évad | 1. évad            | 1. évad       | 1. évad              | 1. évad              | 1. évad              | 1. évad             | 1. évad             | 1. évad             | [ 5 ]  |
| 1.      | 2023. november 18. | szombat 20:00 | 415281               | 10,6                 | 15.                  | 248230              | 12,8                | 13.                 | [ 5 ]  |
| 2.      | 2023. november 25. | szombat 20:00 | 312935               | 7,4                  | 16.                  | 182655              | 8,6                 | 14.                 | [ 5 ]  |
| 3.      | 2023. december 2.  | szombat 20:00 | 329846               | 7,5                  | 15.                  | 198584              | 9,0                 | 12.                 | [ 5 ]  |
| 4.      | 2023. december 9.  | szombat 20:00 | 334326               | 8,3                  | 17.                  | 198068              | 9,9                 | 9.                  | [ 5 ]  |
| 5.      | 2023. december 16. | szombat 20:00 | 284654               | 7,0                  | 16.                  | 173053              | 8,5                 | 12.                 | [ 5 ]  |
| 6.      | 2023. december 23. | szombat 20:00 | 300731               | 7,0                  | 17.                  | 163374              | 7,5                 | 13.                 | [ 5 ]  |
| 2. évad |                    |               |                      |                      |                      |                     |                     |                     | [ 5 ]  |
| 1.      |                    |               |                      |                      |                      |                     |                     |                     | [ 5 ]  |